# Alexander Pietrangelo
Alexander Pietrangelo, dit Alex Pietrangelo, (né le 18 janvier 1990 à King City, dans la province de l'Ontario au Canada) est un joueur professionnel canadien de hockey sur glace. Il évolue au poste de défenseur pour les Golden Knights de Vegas dans la LNH.

## Biographie

### Carrière en club

#### Carrière junior (2006-2008)
Il commence sa carrière junior en 2006 avec les IceDogs de Mississauga. Il termine sa saison recrue dans la Ligue de hockey de l'Ontario avec 7 buts, 45 assistances et 52 points en 59 parties.
Il est sélectionné par les Blues de Saint-Louis au 4e rang lors du repêchage d'entrée dans la LNH 2008.

#### Blues de Saint-Louis (2008-2020)
Le 4 septembre 2008, il signe son contrat d'entrée dans la LNH avec les Blues. Il commence la saison 2008-2009 dans la Ligue nationale de hockey avec les Blues. Le 10 octobre 2008, il joue son premier match dans la LNH dans une victoire de 5-2 contre les Predators de Nashville. Il joue 8 parties avant d'être retourné par les Blues à son équipe junior. 
La saison suivante, il commence une fois de plus la saison avec les Blues et après 9 parties, il est renvoyé dans la LHO et se retrouve avec les Colts de Barrie, qui l'ont acquis des IceDogs.
Il joue sa première saison complète dans la LNH en 2010-2011 en disputant 79 matchs avec les Blues et réalise 43 points pour 11 buts et 32 assistances. Après avoir réalisé 51 points en 2011-2012, il est nommé dans la deuxième équipe d'étoiles de la ligue. Le 13 septembre 2013, il signe un nouveau contrat avec les Blues pour 7 ans et 45 millions de dollars.
Il est nommé capitaine des Blues avant le début de la saison 2016-2017.
Il gagne la coupe Stanley avec les Blues en 2019.

#### Golden Knights de Vegas (2020-)
Le 12 octobre 2020, il signe un contrat de 7 ans et 61 millions de $ avec les Golden Knights de Vegas,. 
Le 14 janvier 2021, il joue son premier match avec sa nouvelle équipe dans une victoire 5-2 contre les Ducks d'Anaheim. Il inscrit son premier but avec sa nouvelle équipe le 20 janvier 2021, dans une victoire 5-2 contre les Coyotes de l'Arizona. Il termine sa première saison avec les Golden Knights avec 7 buts et 16 assistances en 41 matchs.

### Carrière internationale
Il est sélectionné par l'équipe nationale du Canada pour participer aux Jeux olympiques d'hiver de 2014 et aide son équipe à gagner la médaille d'or après avoir battu la Suède 3-0 en finale.

## Parenté dans le sport
Il est le neveu de Frank Pietrangelo, ex-gardien de but de la LNH.

## Statistique

### En club
| Saison     | Équipe                  | Ligue      |       | Saison régulière | Saison régulière | Saison régulière | Saison régulière | Saison régulière |    | Séries éliminatoires | Séries éliminatoires | Séries éliminatoires | Séries éliminatoires | Séries éliminatoires |
| Saison     | Équipe                  | Ligue      | PJ    | B                | A                | Pts              | Pun              | PJ               | B  | A                    | Pts                  | Pun                  |                      |                      |
| 2006-2007  | IceDogs de Mississauga  | LHO        | 59    | 7                | 45               | 52               | 45               | 4                | 0  | 0                    | 0                    | 8                    |                      |                      |
| 2007-2008  | IceDogs de Niagara      | LHO        | 60    | 13               | 40               | 53               | 94               | 6                | 5  | 4                    | 9                    | 4                    |                      |                      |
| 2008-2009  | Blues de Saint-Louis    | LNH        | 8     | 0                | 1                | 1                | 2                | -                | -  | -                    | -                    | -                    |                      |                      |
| 2008-2009  | IceDogs de Niagara      | LHO        | 36    | 8                | 21               | 29               | 32               | 12               | 1  | 5                    | 6                    | 20                   |                      |                      |
| 2008-2009  | Rivermen de Peoria      | LAH        | 1     | 0                | 0                | 0                | 4                | 7                | 0  | 3                    | 3                    | 2                    |                      |                      |
| 2009-2010  | Blues de Saint-Louis    | LNH        | 9     | 1                | 1                | 2                | 6                | -                | -  | -                    | -                    | -                    |                      |                      |
| 2009-2010  | Colts de Barrie         | LHO        | 25    | 9                | 20               | 29               | 27               | 17               | 2  | 12                   | 14                   | 8                    |                      |                      |
| 2010-2011  | Blues de Saint-Louis    | LNH        | 79    | 11               | 32               | 43               | 19               | -                | -  | -                    | -                    | -                    |                      |                      |
| 2011-2012  | Blues de Saint-Louis    | LNH        | 81    | 12               | 39               | 51               | 36               | 8                | 0  | 5                    | 5                    | 0                    |                      |                      |
| 2012-2013  | Blues de Saint-Louis    | LNH        | 47    | 5                | 19               | 24               | 10               | 6                | 1  | 1                    | 2                    | 2                    |                      |                      |
| 2013-2014  | Blues de Saint-Louis    | LNH        | 81    | 8                | 43               | 51               | 32               | 6                | 1  | 2                    | 3                    | 0                    |                      |                      |
| 2014-2015  | Blues de Saint-Louis    | LNH        | 81    | 7                | 39               | 46               | 28               | 6                | 0  | 2                    | 2                    | 0                    |                      |                      |
| 2015-2016  | Blues de Saint-Louis    | LNH        | 73    | 7                | 30               | 37               | 20               | 20               | 2  | 8                    | 10                   | 16                   |                      |                      |
| 2016-2017  | Blues de Saint-Louis    | LNH        | 80    | 14               | 34               | 48               | 24               | 11               | 0  | 4                    | 4                    | 8                    |                      |                      |
| 2017-2018  | Blues de Saint-Louis    | LNH        | 78    | 15               | 39               | 54               | 22               | -                | -  | -                    | -                    | -                    |                      |                      |
| 2018-2019  | Blues de Saint-Louis    | LNH        | 71    | 13               | 28               | 41               | 22               | 26               | 3  | 16                   | 19                   | 12                   |                      |                      |
| 2019-2020  | Blues de Saint-Louis    | LNH        | 70    | 16               | 36               | 52               | 20               | 9                | 1  | 5                    | 6                    | 6                    |                      |                      |
| 2020-2021  | Golden Knights de Vegas | LNH        | 41    | 7                | 16               | 23               | 16               | 19               | 4  | 8                    | 12                   | 18                   |                      |                      |
| 2021-2022  | Golden Knights de Vegas | LNH        | 80    | 13               | 31               | 44               | 42               | -                | -  | -                    | -                    | -                    |                      |                      |
| 2022-2023  | Golden Knights de Vegas | LNH        | 73    | 11               | 43               | 54               | 16               | 21               | 1  | 9                    | 10                   | 29                   |                      |                      |
| 2023-2024  | Golden Knights de Vegas | LNH        | 64    | 4                | 29               | 33               | 24               | 7                | 0  | 1                    | 1                    | 4                    |                      |                      |
| Totaux LNH | Totaux LNH              | Totaux LNH | 1 016 | 144              | 460              | 604              | 339              | 139              | 13 | 61                   | 74                   | 95                   |                      |                      |

### En équipe nationale
| Année | Évènement                   |   | PJ | B | A  | Pts | Pun | +/-                            |  | Résultat |
| 2009  | Championnat du monde junior | 6 | 1  | 2 | 3  | 0   | +9  | Médaille d'or, monde           |  |          |
| 2010  | Championnat du monde junior | 6 | 3  | 9 | 12 | 14  | +9  | Médaille d'argent, monde       |  |          |
| 2011  | Championnat du monde        | 7 | 2  | 3 | 5  | 2   | +1  | Cinquième place                |  |          |
| 2014  | Jeux olympiques             | 6 | 0  | 1 | 1  | 0   | +4  | Médaille d'or, Jeux olympiques |  |          |
| 2016  | Coupe du monde              | 6 | 1  | 2 | 3  | 2   | +5  | Médaille d'or, monde           |  |          |

## Trophées et honneurs personnels

### Ligue de hockey de l'Ontario
- 2006-2007 :
  - nommé dans la première équipe d'étoiles des recrues
  - nommé dans la troisième équipe d'étoiles (1)
  - nommé dans l'équipe d'étoiles des recrues de la Ligue canadienne de hockey
- 2007-2008 : nommé dans la troisième équipe d'étoiles (2)
- 2008-2009 : nommé dans la troisième équipe d'étoiles (3)
- 2009-2010 : 
  - participe au Match des étoiles de la LHO
  - nommé dans la troisième équipe d'étoiles (4)

### Championnats du monde
- 2009-2010 : nommé dans l'équipe d'étoiles au Championnat du monde junior
- 2010-2011 : nommé meilleur défenseur au Championnat du monde

### Ligue nationale de hockey
- 2011-2012 : nommé dans la deuxième équipe d'étoiles (1)
- 2013-2014 : nommé dans la deuxième équipe d'étoiles (2)
- 2017-2018 : participe au 63e Match des étoiles de la LNH (1)
- 2018-2019 : champion de la coupe Stanley avec les Blues de Saint-Louis (1)
- 2019-2020 : 
  - participe au 65e Match des étoiles de la LNH (2)
  - nommé dans la deuxième équipe d'étoiles de la LNH (3)
- 2021-2022 : participe au 66e Match des étoiles de la LNH (3)
- 2022-2023 : champion de la coupe Stanley avec les Golden Knights de Vegas (2)